# Chimarra callasae
Chimarra callasae är en nattsländeart som beskrevs av Francois-Marie Gibon 1982. Chimarra callasae ingår i släktet Chimarra och familjen stengömmenattsländor. Inga underarter finns listade i Catalogue of Life.